# Xanthorhoe oligepeles
Xanthorhoe oligepeles är en fjärilsart som beskrevs av Louis Beethoven Prout 1939. Xanthorhoe oligepeles ingår i släktet Xanthorhoe och familjen mätare. Inga underarter finns listade i Catalogue of Life.